# Присцила
Присцила је женско име латинског порекла (лат. Prisca). Оригинално значење имена је било поштовано, традиционално, старо. 
Мађарски облик овог имена је Пирошка (мађ. Piroska), а стари мађарски облик је био Пиришка (мађ. Piriska). Утицај на фонетске промене имена је имао и мађарски израз за црвено пирош (мађ. Piroska), а уједно то је било и лично име, тако да је комбинацијом добијено име Пирошка. 

## Имендан
- 18. јануар.

## Варијације
-,
-,
-,
-.

Оатале варијације
- Цила (Cilla), Цили (Cilli), Присцила (Priscilla).

## Познате личности
-, мађарска глумица,
-, мађарски композитор и педагог,
-, мађарска глумица.

## Фиктивне личности
-, Црвенкапа
-, Личност из романа Јаноша Арањија
-, Често мислим на Пирошку